# 白桦脂酸
白桦脂酸（英語：Betulinic acid，也称作白桦酯酸、桦木酸、表白桦脂酸）是一种天然的羽扇豆烷型五环三萜化合物，具有抗逆转录病毒活性，抗疟疾活性和抗炎活性，最近又有报道称能通过抑制拓扑异构酶而具有抗癌活性，最早发现于桦木属的一些物种，如毛桦（Betula pubescens）的树皮中因而得名。